# Червонокам'янська волость
Червонокам'янська волость — адміністративно-територіальна одиниця Олександрійського повіту Херсонської губернії.
Станом на 1886 рік — складалася з 3 поселень, 3 сільських громад. Населення — 7322 осіб (3672 осіб чоловічої статі та 3650 — жіночої), 1482 дворових господарств.
|                     | Площа, десятин | У тому числі орної, дес. |
| ------------------- | -------------- | ------------------------ |
| Сільських громад    | 16327          | 14059                    |
| Приватної власності | —              | —                        |
| Казенної власності  | 9233           | 4148                     |
| Іншої власності     | 102            | 58                       |
| Загалом             | 25662          | 19095                    |

Поселення волості:
- Червона Кам'янка — село при річці Червона Кам'янка за 25 верст від повітового міста, 3861 особа, 684 двори, православна церква, школа, земська станція та 6 крамниць, 3 ярмарки: 1 березня, у День Святого Духа та 8 вересня, базари по неділях.
- Зибке — село при балці Жабиного кута, 1658 осіб, 336 дворів, єдиновірська церква, молитовний будинок, земська станція та 9 «лавок», 4 ярмарки: Фоминої неділі, Борисівський, 6 вересня Михайлівська та 17 грудня Данилівський, базари по неділях.
- Куколівка — село при річках Бузієва та Червона Кам'янка, 2303 особи, 442 двори, православна церква, школа, 2 «лавки».